# دوري آيسلندا الممتاز 1955
دوري آيسلندا الممتاز 1955 (بالآيسلندية: 1. deild karla í knattspyrnu 1955) هو الموسم 44 من  دوري آيسلندا الممتاز. أقيم خلال الفترة 12 يونيو 1955 وحتى 11 سبتمبر 1955، والذي يشرف على تنظيمه اتحاد آيسلندا لكرة القدم، وكان عدد الأندية المشاركة فيه  6، وفاز فيه ناتدبيرنوفيلاغ ريكيافيكور.